# Stary cmentarz żydowski w Tyczynie

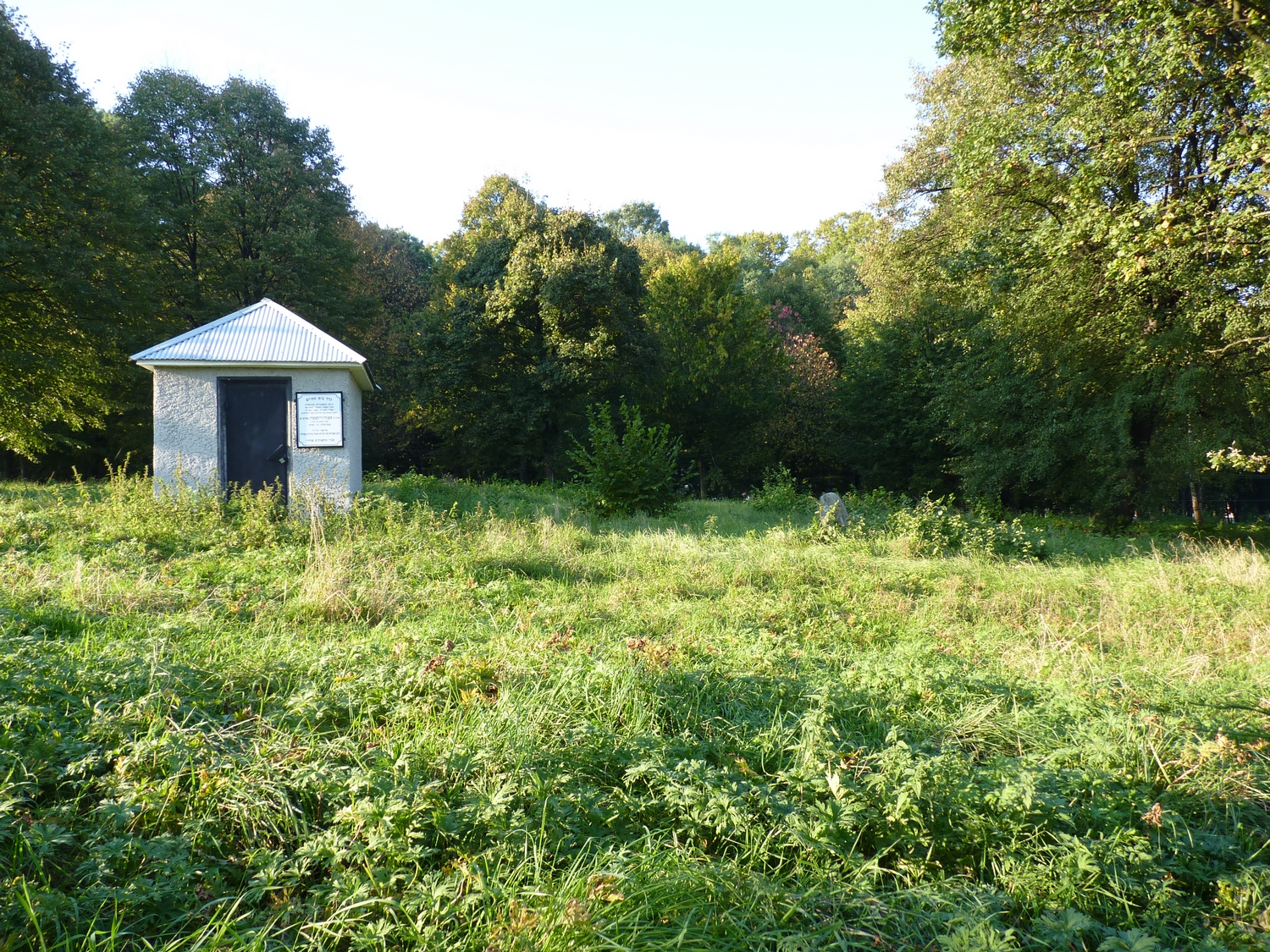
Ohel na cmentarzu żydowskim

Stary cmentarz żydowski w Tyczynie – został założony w XVI wieku i zajmuje powierzchnię 1,3 ha na której - wskutek dewastacji z okresu III Rzeszy - zachowały się jedynie cztery nagrobki. Zachowały się również fragmenty ogrodzenia. W 1994 roku przeprowadzono prace porządkowe, ogrodzono cmentarz i wybudowano ohel.